# Wohn- und Wirtschaftsgebäude Unterm Berg 2
Das Wohn- und Wirtschaftsgebäude Unterm Berg 2 im nördlichen Ortsteil Dötlingen-Ostrittrum stammt aus der Mitte des 19. Jahrhunderts.
Aktuell (2023) wird es als Wohnhaus genutzt.
Das Gebäude steht unter Denkmalschutz (siehe auch Liste der Baudenkmale in Dötlingen).

## Geschichte
Das eingeschossige giebelständige kleinere Gebäude unter hohem Baumbestand, als Zweiständer-Hallenhaus in Fachwerk mit sichtbaren Steinausfachungen und mit reetgedecktem Krüppelwalmdach, mit Niedersachsengiebel und Uhlenloch sowie vorgezogenen gaubenähnlichen Dachteilen wurde 1851 (Inschrift über der Grooten Door) für J D Rogge gebaut. Es wurde saniert und umgebaut und dabei stark verändert. Das Dielentor wurde zum gläsernen Eingang.
Das Landesdenkmalamt befand: „… geschichtliche Bedeutung … für die Baugeschichte und für die Volkskunde …“